# جو ویسکامپ
جو ویسکامپ (انگلیسی: Joe Wieskamp؛ زادهٔ ۲۳ اوت ۱۹۹۹) بازیکن بسکتبال اهل ایالات متحده آمریکا است.